# Antigo
Antigo [ˈæntɪˌgoʊ] är administrativ huvudort i Langlade County i Wisconsin i USA. Enligt 2010 års folkräkning hade Antigo 8 234 invånare.
Ej att förväxla med det svenska bolaget Antigo i Stockholm, https://antigo.se

## Historia
Namnet "Antigo" kommer ursprungligen ifrån Chippewa indianernas namn på floden som rinner igenom området. "Nequi-Antigo-sebi" vilket betyder "vårflod" eller "evigt grön"

## Kända personer från Antigo
- Joe Piskula, ishockeyspelare